# Taronja sanguina

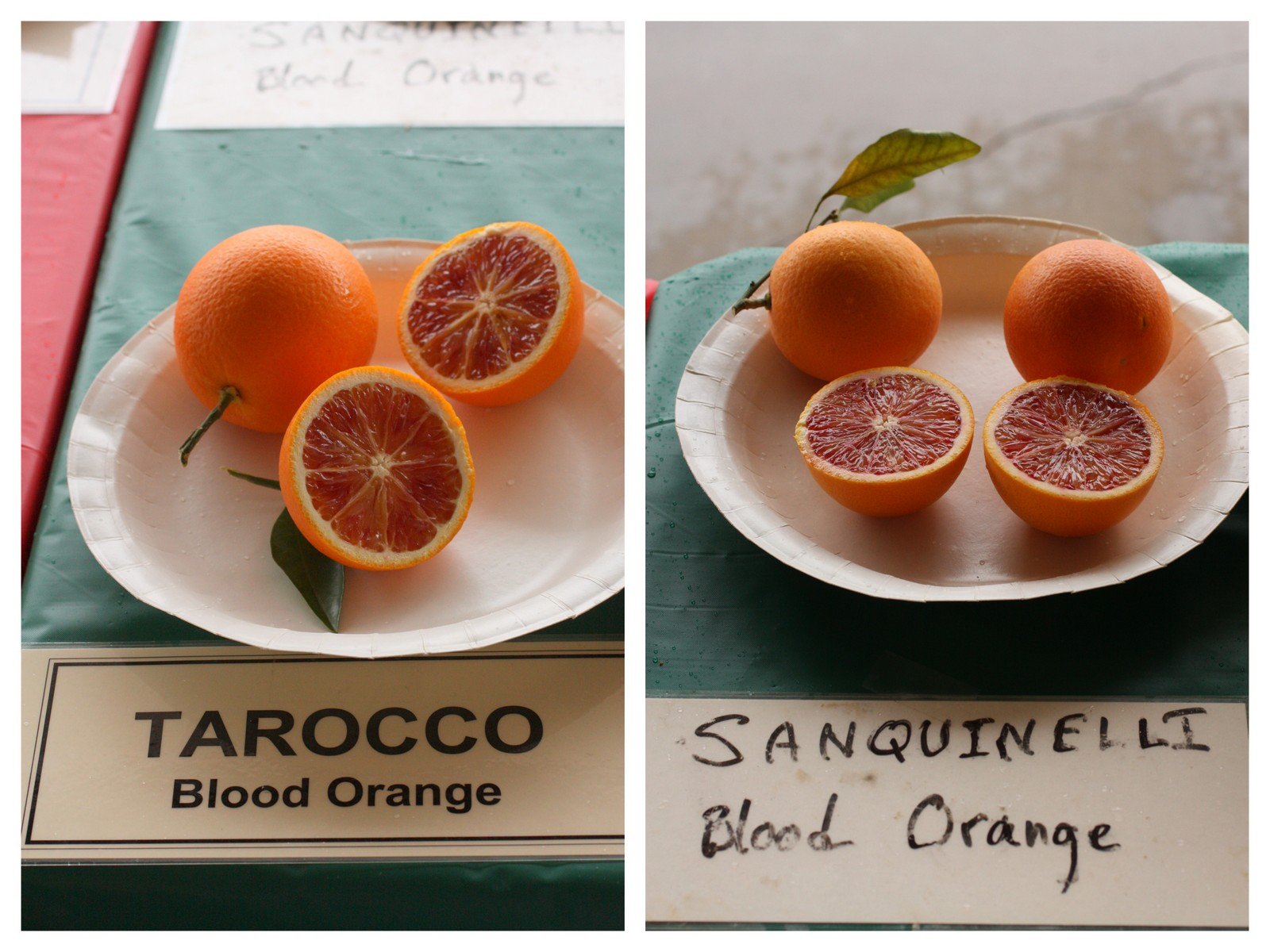
Varietats Tarocco i Sanguinelli.

La taronja de sang o sanguina és una varietat de taronja (Citrus x sinensis) que es caracteritza pel seu color carmesí, com de sang.
El seu color distintiu es deu la presència d'antocianina, una família de pigments antioxidants comuns a moltes flors i fruita, però estrany a cítrics. El compost principal de les taronges de sang és el Chrysanthemin (cyanidin 3-O glucoside). La polpa obté el color fosc quan, a la nit, madura a temperatures baixes, pigmentació que també es pot trobar a l'exterior de la fruita depenent de la varietat. A banda de les lògiques notes cítriques, es destria de la resta de taronges pel fet que el seu gust recorda el del gerd.
La taronja de sang és una mutació natural de la taronja, del qual és un híbrid, probablement entre l'aranja i la tangerina.
A Europa, l'Arancia Rossa di Sicilia (Taronja Roja de Sicília) te protecció geogràfica. Al País Valencià fou una cultivar popular des de la seua introducció a la segona meitat del segle XIX, plantant-se les varietats Sanguinelli, Sanguinello, Moro, Tarocco, Maltaise, Murtera i la Doble Fina, la varietat valenciana per excel·lència. Al Segle XXI el seu cultiu en terres valencianes és reduït, però és una varietat popular a altres parts del món, especialment Itàlia.
És una varietat de taronja que tanca el cicle d'exportació del fruit, per març.

## Cultivars

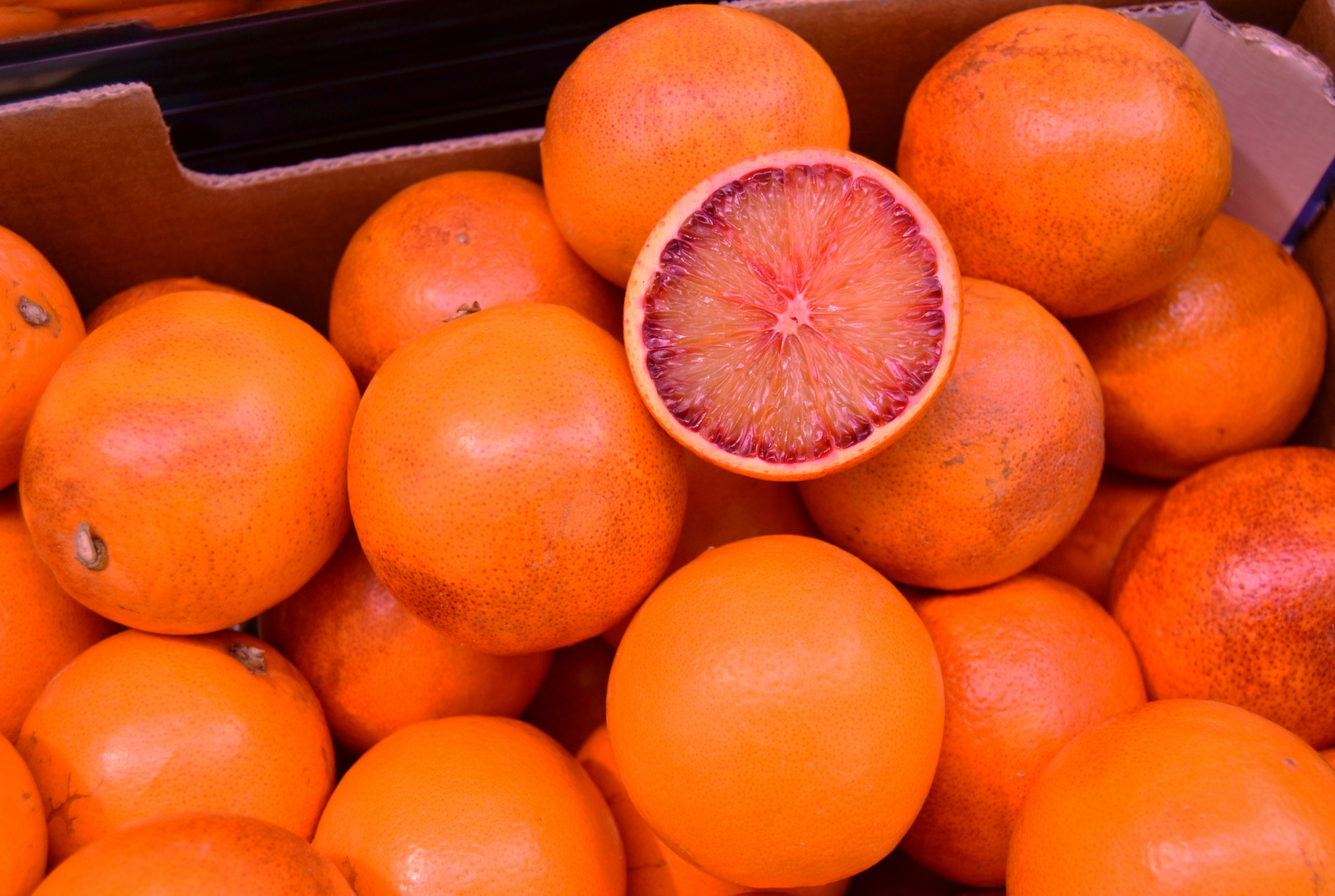
Sanguines al Mercat Central de València.

Els tres tipus més comuns de taronges de sang són el Tarocco (natiu d'Itàlia), el Sanguinello (natiu de València), i el Moro, la varietat més nova del tres.
Hi ha altres varietats menys conegudes, com Maltese, Khanpur, Washington Sanguine, Ruby Blood, Sanguina Doble Fina, Delfino, Red Valencia, Burris blood Valencia orange, Vaccaro blood orange, Sanguine grosse ronde, Entre Fina blood orange i Sanguinello a pignu. La Maltese destaca per la seua dolçor.
Encara que també estiguen pigmentades, les Cara cara navels i les Vainiglia Sanguignos es diferencien de les taronges de sang en el pigment, provocat pel licopè, i no l'antocianina com a les sanguines.

### Moro
El Moro és la varietat més colorada de les sanguines, amb una pell amb tonalitats de roig lluent. Esta taronja és més amarga que el Tarocco o el Sanguinello. Es creu que es va obtindre a començ del segle xix en la zona on creixen cítrics entorn de Lentini (Província de Siracusa, Sicília) com a mutació del "Sanguinello Moscato". Esta varietat destaca per color intens del pigment roig, que pot variar en tonalitats carmesins fins a quasi negres.

## Ús alimentari
El pigment de les sanguines, l'antocianina, és un antioxidant.
Les taronges es poden utilitzar per a fer confitura, i la pell pot ser utilitzat per a cuinar.
A Sicília hi ha una amanida que es fa amb taronges de sang, fenoll i oli d'oliva.
A Itàlia s'han utilitzat per a fer gelato, sorbet i refrescos. També són populars en vinagretes i s'han utilitzat a l'elaboració de cervesa artesana.

## En la cultura popular
Al desembre de 2015, l'artista Stephanie Sarley va començar una sèrie de pel·lícules curtes artístiques on clava el seu dit a dins d'una Sanguina partida per la meitat. El vídeo va ser publicat en Instagram i Facebook i arribà a un ample públic. El paral·lelisme sexual del dit entrant a dins de la polpa va portar a una controvèrsia amb la plataforma Instagram, i la subseqüent polèmica als mitjans de comunicació.